# Nová Ves v Horách
Nová Ves v Horách é uma comuna checa localizada na região de Ústí nad Labem, distrito de Most.